# باغ خالصه بمپور
باغ خالصه بمپور مربوط به دوره قاجار - دوره پهلوی است و در بمپور، منتهی الیه خیابان بخشداری واقع شده و این اثر در تاریخ ۱۶ آبان ۱۳۷۹ با شمارهٔ ثبت ۲۸۴۴ به‌عنوان یکی از آثار ملی ایران به ثبت رسیده است.